# Presse d'opinion

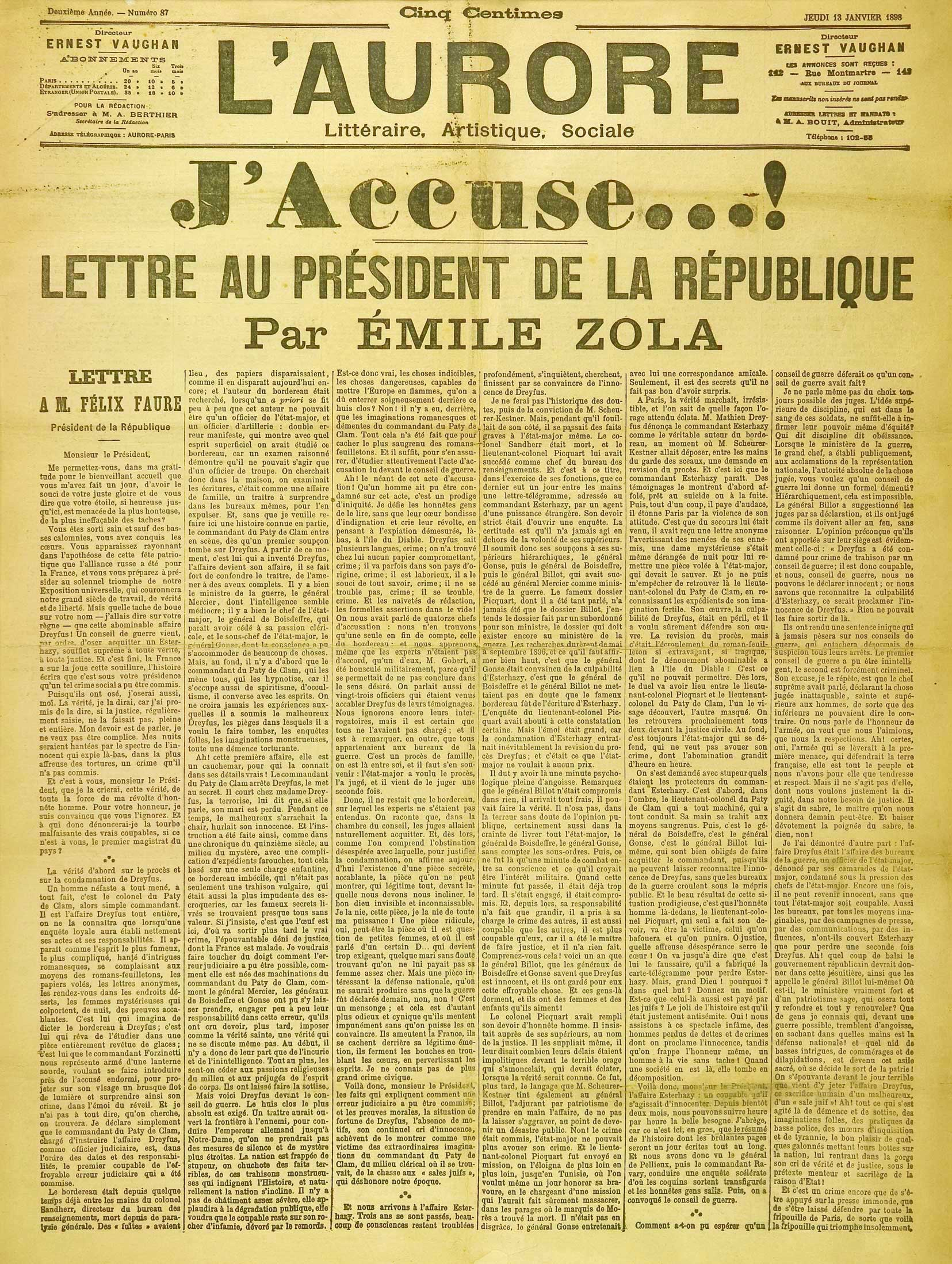
Exemplaire du journal d'opinion L’Aurore du 13 janvier 1898, avec en première page « J’accuse...! », la lettre ouverte d’Émile Zola au président de la République au moment de l’affaire Dreyfus.

La presse d'opinion désigne un type de presse écrite dont le contenu exprime les orientations d'une famille de pensée, d'un parti.

## Presse d'opinion par pays

### Afrique du sud
En Afrique du Sud, The Sowetan et Die Afrikaanse Patriot sont des journaux d'opinion.

### France
En France, le développement de la presse d'opinion a commencé avec les mazarinades. Les journaux Libération et Le Figaro se disent être deux exemples de journaux français d'opinion.

### Suisse
En Suisse, l'hebdomadaire romand Domaine public en est un exemple.

## Sources